# Квалификације за Светско првенство у фудбалу 1998.
У Квалификацијама за Светско првенство у фудбалу 1998. учествују 176 репрезентације (укључујући Француску која се аутоматски квалификовала као домаћин и Бразил који се аутоматски квалификовао као бранилац титуле) од којих ће се 32 квалификовати за завршни турнир који ће се одржати у Француској.
Квалификације су у под покровитељством (ФИФА), организоване по континентима (Континенталним фудбалским конфедерацијама). Место у завршној фази зависи од успеха у квалификацијама, а број места зависи од јачине репрезентација тог континента.

## Квалификоване репрезентације
| Репрезентација    | Квалификована као                 | Датум квалификације | Преглед учешћа на турнирима1, 2                                                               |
| ----------------- | --------------------------------- | ------------------- | --------------------------------------------------------------------------------------------- |
| Француска         | Домаћин                           | 2. јул 1992.        | 9 (1930, 1934, 1938, 1954, 1958, 1966, 1978, 1982, 1986)                                      |
| Бразил            | Бранилац титуле                   | 17. јул 1994.       | 15 (1930, 1934, 1938, 1950, 1954, 1958, 1962, 1966, 1970, 1974, 1978, 1982, 1986, 1990, 1994) |
| Нигерија          | Победник КАФ друго коло групе 1   | 7. јун 1997.        | 1 (1994)                                                                                      |
| Тунис             | Победник КАФ друго коло групе 2   | 8. јун 1997.        | 1 (1978)                                                                                      |
| Мароко            | Победник КАФ друго коло групе 5   | 8. јун 1997.        | 3 (1970, 1986, 1994)                                                                          |
| Јужна Африка      | Победник КАФ друго коло групе 3   | 16. август 1997.    | 0 (дебитант)                                                                                  |
| Камерун           | Победник КАФ друго коло групе 4   | 17. август 1997.    | 3 (1982, 1990, 1994)                                                                          |
| Румунија          | Победник УЕФА групе 8             | 18. август 1997.    | 6 (1930, 1934, 1938, 1970, 1990, 1994)                                                        |
| Норвешка          | Победник УЕФА групе 3             | 6. септембар 1997.  | 2 (1938, 1994)                                                                                |
| Бугарска          | Победник УЕФА групе 5             | 10. септембар 1997. | 6 (1962, 1966, 1970, 1974, 1986, 1994)                                                        |
| Аргентина         | Победник у КОНМЕБОЛ групи         | 10. септембар 1997. | 11 (1930, 1934, 1958, 1962, 1966, 1974, 1978, 1982, 1986, 1990, 1994)                         |
| Парагвај          | Другопласирани у КОНМЕБОЛ групи   | 10. септембар 1997. | 4 (1930, 1950, 1958, 1986)                                                                    |
| Колумбија         | Трећепласирани у КОНМЕБОЛ групи   | 10. септембар 1997. | 3 (1962, 1990, 1994)                                                                          |
| Данска            | Победник УЕФА групе 1             | 11. октобар 1997.   | 1 (1986)                                                                                      |
| Шпанија           | Победник УЕФА групе 6             | 11. октобар 1997.   | 9 (1934, 1950, 1962, 1966, 1978, 1982, 1986, 1990, 1994)                                      |
| Холандија         | Победник УЕФА групе 7             | 11. октобар 1997.   | 6 (1934, 1938, 1974, 1978, 1990, 1994)                                                        |
| Аустрија          | Победник УЕФА групе 4             | 11. октобар 1997.   | 6 (1934, 1954, 1958, 1978, 1982, 1990)                                                        |
| Немачка           | Победник УЕФА групе 9             | 11. октобар 1997.   | 13 (1934, 1938, 19543, 19583, 19623, 19663, 19703, 19743, 19783, 19823, 19863, 19903, 1994)   |
| Енглеска          | Победник УЕФА групе 2             | 11. октобар 1997.   | 9 (1950, 1954, 1958, 1962, 1966, 1970, 1982, 1986, 1990)                                      |
| Шкотска           | Најбољи УЕФА другопласирани       | 11. октобар 1997.   | 7 (1954, 1958, 1974, 1978, 1982, 1986, 1990)                                                  |
| Мексико           | Победник у КОНКАКАФ групи         | 12. октобар 1997.   | 10 (1930, 1950, 1954, 1958, 1962, 1966, 1970, 1978, 1986, 1994)                               |
| Јужна Кореја      | Победник АФК друго коло групе Б   | 18. октобар 1997.   | 4 (1954, 1986, 1990, 1994)                                                                    |
| Сједињене Државе  | Другопласирани у КОНКАКАФ групи   | 9. новембар 1997.   | 5 (1930, 1934, 1950, 1990, 1994)                                                              |
| Саудијска Арабија | Победник АФК друго коло групе А   | 12. новембар 1997.  | 1 (1994)                                                                                      |
| Белгија           | Победник у УЕФА баражу            | 15. новембар 1997.  | 9 (1930, 1934, 1938, 1954, 1970, 1982, 1986, 1990, 1994)                                      |
| Италија           | Победник у УЕФА баражу            | 15. новембар 1997.  | 13 (1934, 1938, 1950, 1954, 1962, 1966, 1970, 1974, 1978, 1982, 1986, 1990, 1994)             |
| Југославија       | Победник у УЕФА баражу            | 15. новембар 1997.  | 8 (19304, 19504, 19544, 19584, 19624, 19744, 19824, 19904)                                    |
| Хрватска          | Победник у УЕФА баражу            | 15. новембар 1997.  | 0 (дебитант)                                                                                  |
| Чиле              | Четвртопласирани у КОНМЕБОЛ групи | 16. новембар 1997.  | 6 (1930, 1950, 1962, 1966, 1974, 1982)                                                        |
| Јамајка           | Трећепласирани у КОНКАКАФ групи   | 16. новембар 1997.  | 0 (дебитант)                                                                                  |
| Јапан             | Победник у АФК баражу             | 16. новембар 1997.  | 0 (дебитант)                                                                                  |
| Иран              | Победник у баражу АФК-ОФК         | 29. новембар 1997.  | 1 (1978)                                                                                      |

 Напомене:
1 Подебљана година означава првака у тој години
2 Коса година означава домаћина у тој години
3 као Западна Немачка,
4 као Југославија.
| Конфедерација | Репрезентација стартовало | Репрезентације које су обезбедиле место | Елиминисане репрезентације | Укупан број места | Почетак квалификација | Крај квалификација |
| ------------- | ------------------------- | --------------------------------------- | -------------------------- | ----------------- | --------------------- | ------------------ |
| АФК           | 36                        | 4                                       | 32                         | 4                 | 20. септембар 1996.   | 29. новембар 1997. |
| КАФ           | 38                        | 5                                       | 33                         | 5                 | 31. мај 1996.         | 17. август 1997.   |
| КОНКАКАФ      | 30                        | 3                                       | 27                         | 3                 | 10. март 1996.        | 16. новембар 1997. |
| КОНМЕБОЛ      | 9+1                       | 4+1                                     | 5                          | 41+               | 24. април 1996.       | 16. новембар 1997. |
| ОФК           | 10                        | 0                                       | 10                         | 0                 | 16. септембар 1996.   | 29. новембар 1997. |
| УЕФА          | 50+1                      | 14+1                                    | 36                         | 14+1              | 24. април 1996.       | 15. новембар 1997. |
| Укупно        | 174+2                     | 30+2                                    | 144                        | 30+2              | 10. март 1996.        | 29. новембар 1997. |